# Климент (Шуменська область)
Кли́мент (болг. Климент) — село в Шуменській області Болгарії. Входить до складу общини Каолиново.

## Населення
За даними перепису населення 2011 року у селі проживали 1028 осіб.
Національний склад населення села:
| Національність   | Кількість осіб | Відсоток |
| ---------------- | -------------- | -------- |
| турки            | 872            | 91,6 %   |
| цигани           | 42             | 4,4 %    |
| болгари          | 29             | 3,0 %    |
| Всього відповіли | 952            |          |

Розподіл населення за віком у 2011 році:
Динаміка населення: